# Pardners (film 1910)
Pardners è un cortometraggio muto del 1910 diretto da Edwin S. Porter e da Frank McGlynn Sr.
Prodotto dalla Edison, aveva come protagonisti Charles Ogle, J. Barney Sherry, Francis Ford. Il soggetto del film era tratto da un romanzo di Rex Beach.

## Trama
In Alaska, il rude ma fidato Bill Joyce ha come compagno di avventure e amico il giovane e candido ragazzo dell'Est Justus Morrow. Il giornalista R. Alonzo Struthers, travisando le azioni di Morrow nel Nord, incrina il matrimonio del giovane con Olive, la sua bellissima moglie che lavora negli Stati Uniti come attrice, tanto che lei giunge a chiedere il divorzio. Dopo non avere ricevuta più posta per un anno intero, Morrow riceve la citazione nella causa di divorzio. Il pensiero della separazione dalla donna amata e dal loro bambino dispera Morrow che è stato sostenuto per tutto quel tempo dal pensiero della sua famiglia per cui ha duramente lavorato. Bill, il suo forte compagno, si impegna con tutte le sue energie a rimettere le cose a posto.

## Produzione
Il film fu prodotto dalla Edison Manufacturing Company.

## Distribuzione
Distribuito dalla Edison Manufacturing Company, il film - un cortometraggio in una bobina - uscì in sala il 4 gennaio 1910.